# Smooth Like Stone on a Beach
Smooth Like Stone on a Beach è il primo album studio del gruppo musicale canadese Walk off the Earth.
È stato pubblicato il 31 dicembre del 2007 sotto l'etichetta SlapDash Records.

## Tracce
1. Little Sin – 3:13
2. 100 Proof Life – 3:56
3. Rock Me Away – 2:40
4. Gotta Go – 3:27
5. My Mistakes – 3:10
6. Broke – 4:01
7. Miss Jeppetto – 3:57
8. Spiralling Son – 3:39
9. Stolen – 3:19
10. People of the Sun – 2:00
11. Smooth Like Stone on a Beach – 3:44
12. W.O.T.E. – 3:42